# Messe no 2 de Schubert
La Messe no 2 en sol majeur D.167 est une œuvre composée par Franz Schubert en 1815.
C'est la plus connue des trois « courtes » messes composées par Schubert entre les plus élaborées première et cinquième messes. La sixième et dernière messe, Deutsche Messe ou Messe allemande D.872, sera plus longue.
La seconde messe est composée en moins d'une semaine (2 au 7 mars 1815) l'année suivant l'interprétation réussie de sa première messe dans sa paroisse natale. Cette messe est d'abord orchestrée plus modestement que la première avec seulement un orchestre à cordes et un orgue accompagnant le chœur et les solistes soprano, ténor et baryton.
Cependant dans les années 1980 un arrangement postérieur de la messe est découvert à Klosterneuburg. ce dernier, en plus de contenir plusieurs modifications mineures tout au long de la partition semblant représenter la vision finale de l’œuvre par Schubert, inclut des parties de trompette et de timbales. La partition de cette version « finale » est publiée par Carus. De plus Ferdinand, le frère de Schubert, écrit également des parties pour bois, cuivres et timbales à la suite du succès populaire de l’œuvre.
La partition originale n'est imprimée qu'en 1845, après la mort de Schubert, et cette messe reste une des œuvres les moins connues de Schubert, au point que la première édition de la messe a été usurpée par Robert Führer, alors directeur musical de la Cathédrale Saint-Guy de Prague, qui finira en prison pour escroquerie.
À part quelques passages de la soprano, les interventions des solistes sont très modestes. Caractéristique de Schubert, il est plus intéressé par le sentiment général de dévotion de la composition que par l'expression romantique individuelle (comme Beethoven dans ses messes).

## Enregistrements
- Schubert : Messe no 2 en sol majeur, D 167 - Dawn Upshaw (soprano), David Gordan (ténor), William Stone (en) (baryton), Orchestre symphonique d'Atlanta et chœur, Robert Shaw (direction). Label : Telarc.
- Schubert : Messe n° 2 en sol majeur, D 167 - Lucia Popp (soprano), Adolf Dallapozza (ténor), Dietrich Fischer-Dieskau (baryton), Chœur et orchestre symphonique de la Radiodiffusion bavaroise, Wolfgang Sawallisch (direction). Label : EMI Classics